# 맥스 (맥주)
맥스(Max)는 2006년 9월 4일부터 하이트진로에서 생산, 판매하는 맥주이다. 보리와 캐스캐이드 호프만을 사용한 100% 보리맥주이다. 2009년부터 2013년까지 맥스 스페셜 호프를 여름마다 한정 판매했으며, 2015년부터 크림생올몰트 맥스가 출시되었다.

## 제품 정보
- 알콜 도수 : 4.5°
- 원료명 : 정제수, 맥아(수입산), 홉(미국100%), 이산화탄소, 산도조절제, 효소제, 영양강화제
- 용량 : 330ml(병), 355ml(캔), 500ml(병), 1000ml(pet), 1600ml(pet)
- 출시일 : 2006년 9월 4일

## 맥스 스페셜 호프
- 2009년 : 뉴질랜드 넬슨 소빈 호프[1]
- 2010년 : 남아공 파인 아로마 호프[2]
- 2011년 : 뉴질랜드 라카우 호프[3]
- 2012년 : 영국 골딩 호프, 퍼글 호프[4]
- 2013년 : 독일 미텔프뤼 호프[5]